# Wye
 (juillet 2014).
Si vous disposez d'ouvrages ou d'articles de référence ou si vous connaissez des sites web de qualité traitant du thème abordé ici, merci de compléter l'article en donnant les références utiles à sa vérifiabilité et en les liant à la section « Notes et références ».
La Wye (Gwy en gallois) est une rivière du Royaume-Uni, une des plus longues du pays et qui forme en partie la frontière entre l'Angleterre et le sud du pays de Galles.

## Géographie
La Wye prend sa source dans les montagnes galloises de Plynlimon et coule à travers les villes de Rhayader, Builth Wells, Hay-on-Wye, Hereford, Ross-on-Wye, et Monmouth, pour se jeter dans l'estuaire de la Severn juste en aval de Chepstow.
Elle serpente sur les 220 km de son cours, entre Plynlimon et le canal de Bristol, à travers des paysages très variés. La vallée de la Wye, dans sa dernière partie entre Ross et Chepstow, est encaissée. Des rochers émergent çà et là des flancs de coteaux couverts d'essences magnifiques de chênes, d'ifs et de tilleuls. De Monmouth à Chepsow, un sentier de grande randonnée, le Offa's Dyke Long Distance Footpath, longe les hauteurs de la rive orientale. Un chemin plus facile et balisé, le Wye Valley Walk, suit la berge elle-même entre Chepsow et Hereford.

## Affluents

### Principaux affluents
- Lugg (rg[note 1]) 72 km
- Afon Edw (rg),
- Afon Elan (rg),
- Irfon (rd)
- Monnow (rd) 68 km
- Trothy (rd)
- Dulas Brook (rd),

## Caractéristiques
- La Wye est un site naturel protégé au Royaume-Uni (Site of Special Scientific Interest), les paysages d'une grande partie de la vallée aval sont protégés (Area of Outstanding Natural Beauty). C'est un fleuve non-pollué, considéré comme un des meilleurs cours d'eau pour la pêche au saumon au Royaume-Uni, en dehors de l'Écosse.
- Le canoë-kayak est une activité très populaire sur ce fleuve car, à l'exception des rapides de Symonds Yat, les courants y sont faibles. Les randonneurs peuvent emprunter la Wye Valley Walk, sentier balisé qui suit le cours du Wye de Hay-on-Wye à Chepstow.
- Les 25 derniers kilomètres du fleuve (entre Redbrook et Chepstow) forment la frontière entre l'Angleterre et le pays de Galles. Un point de vue près de The-Biblins-on-the-Wye est connu comme la vue des trois comtés (Three counties view), où les comtés de Herefordshire, Gloucestershire et Monmouthshire ont une frontière commune.

## Histoire

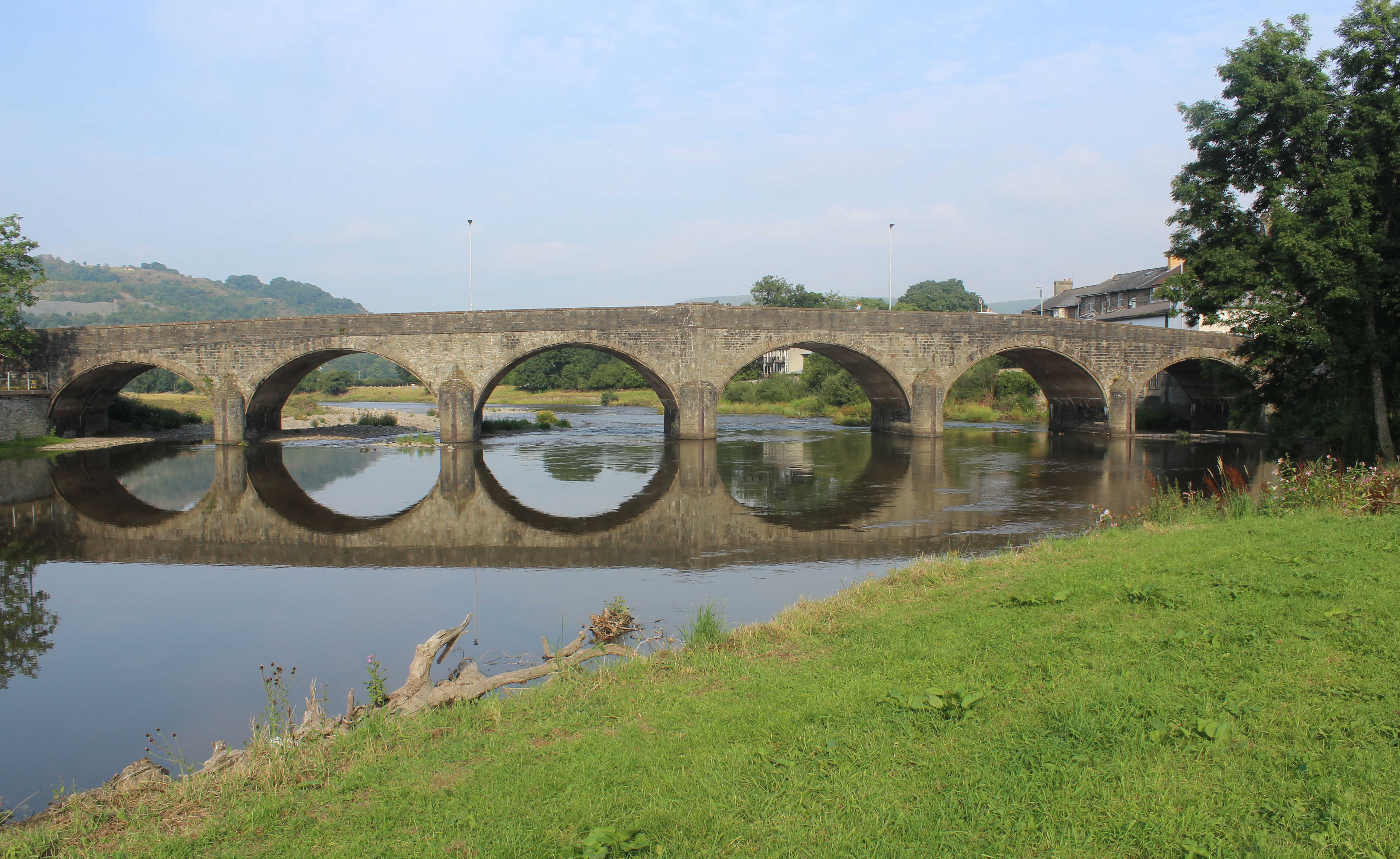
Pont sur la Wye à Builth Wells, construit vers 1780.

La Wye a été navigable jusqu'à Monmouth jusqu'au XIVe siècle. Sir William Sandys l'a aménagée en aval de Hereford au début des années 1660 en construisant des écluses pour permettre aux bateaux de franchir les seuils. Les travaux furent insuffisants et en 1696 un nouvel acte du parlement autorise le comté de Hereford à racheter puis démolir les moulins sur la Wye et la Lugg. Toutes les écluses et seuils furent détruits, sauf celle de New Weir Forge en aval de Goodrich qui est restée jusqu'en 1815. Le fleuve devint alors navigable de l'embouchure à Hay-on-Wye. Le halage à la « bricole » fut remplacé en 1808 par la traction chevaline mais seulement jusqu'à Hereford. La Lugg a été plusieurs fois aménagée de Leominster à sa confluence avec la Wye à Mordiford mais sa navigation est restée difficile. Le Wye est resté commercialement navigable jusqu'aux années 1850 et l'arrivée du transport ferroviaire, et le fleuve n'est utilisé aujourd'hui que pour la navigation de plaisance.